# Massala abdara
Massala abdara là một loài bướm đêm trong họ Erebidae.